# 花木甚右衛門
花木 甚右衛門（甚右衞門、はなき じんうえもん、1834年（天保5年6月） - 1902年（明治35年）1月28日）は、日本の政治家、衆議院議員（1期）。

## 経歴
摂津国菟原郡新在家村(のち兵庫県武庫郡都賀浜村→西郷町、現・神戸市灘区)生まれ。漢学を学ぶ。醸造業を営み、新在家村戸長、村会議員、学務委員、兵庫県会議員となる。
1894年9月の第4回衆議院議員総選挙において兵庫2区から自由党所属で立候補して当選した。衆議院議員を1期務め、1898年3月の第5回衆議院議員総選挙は不出馬。1902年に死去した。